# 低窝铺站
40°08′34″N 97°14′26″E / 40.142763°N 97.240441°E
低窝铺站位于甘肃省玉门市，建于1956年，是兰新铁路的一个车站。距离兰州站880公里，距上行车站五华山站25公里，距下行车站玉门站22公里。该站隶属兰州铁路局。該車站有通往中核集團四〇四厂的支線。

## 业务范围
- 客运：办理旅客乘降；行李、包裹托运;
- 货运：办理整车、零担货物发到；不办理危险货物发到